# Laag (stratigrafie)

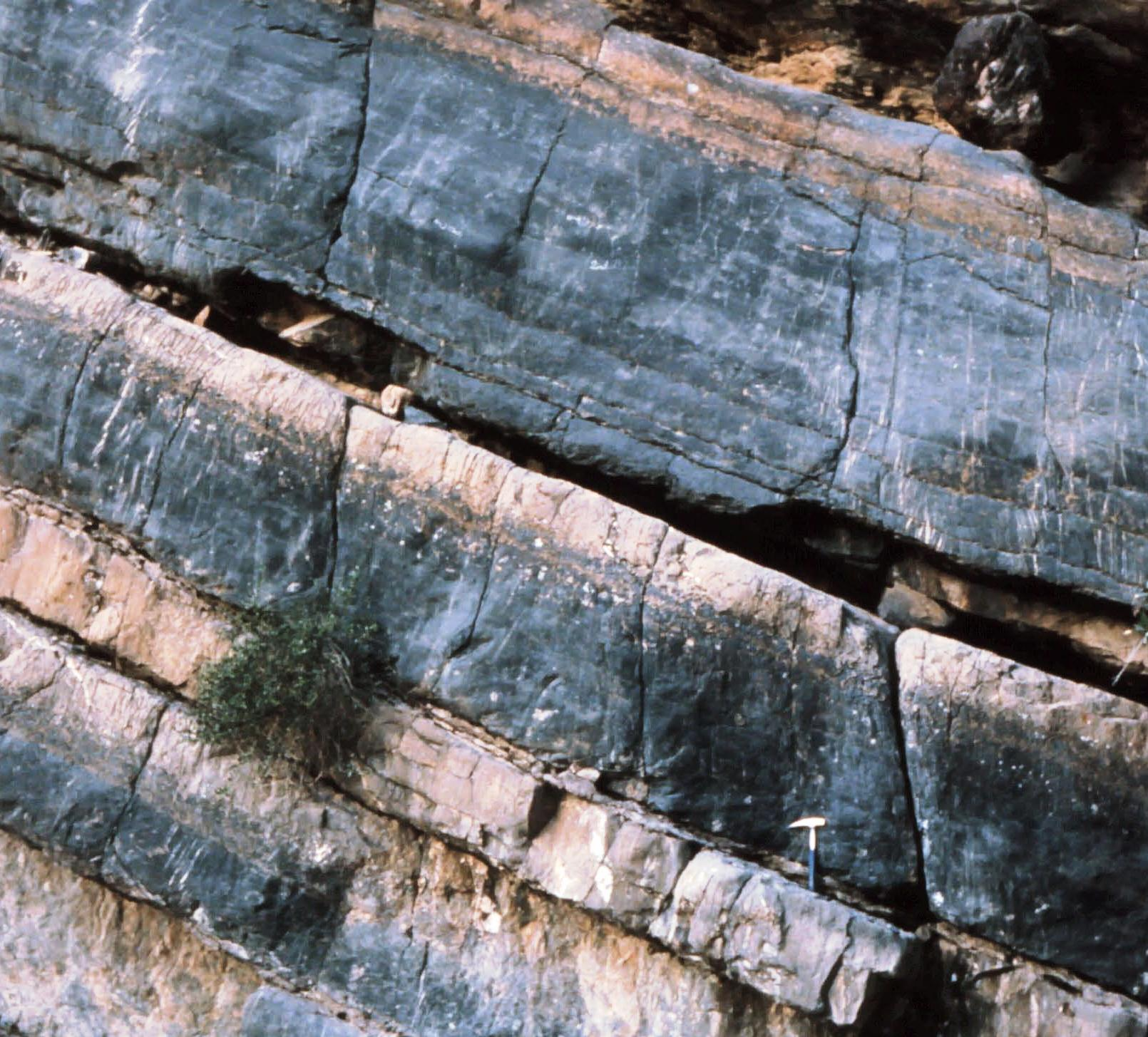
Lagen

Een laag is in de lithostratigrafie een onderverdeling van een formatie en wordt door afzetting gevormd (geogenese). Een laag kan enkele centimeters tot meters dik zijn. Lagen worden gedefinieerd als duidelijk door minder of meer competente lagen begrensde lagen. Een laag kan bijvoorbeeld een varve zijn. Ze onderscheiden zich van bodemhorizonten die door bodemvorming ontstaan.